# Cordylus jonesii
Espèce
Synonymes
- Zonurus jonesii Boulenger, 1891

Statut CITES
Cordylus jonesii est une espèce de sauriens de la famille des Cordylidae.

## Répartition
Cette espèce se rencontre dans l'est du Botswana, dans le sud du Zimbabwe, dans le Sud du Mozambique et dans le nord de l'Afrique du Sud.

## Publication originale
- Boulenger, 1891 : Description of a new lizard of the genus Zonurus from the Transvaal. Annals and Magazine of Natural History, ser. 6, vol. 7, p. 417 (texte intégral).